# Anke Faust
Anke Faust (* 1971 in Brilon) ist eine deutsche Illustratorin und Autorin im Kinder- und Jugendbuchbereich sowie für Unternehmen.

## Leben
Nach dem Abitur 1990 mit dem Leistungskurs Bildende Kunst war Anke Faust als freie Mitarbeiterin in Werbeagenturen tätig. Ihr wenig später parallel begonnenes Studium an der FH Mainz im Fachbereich Kommunikationsdesign mit Schwerpunkt Illustration schloss sie als Diplom-Designerin 1996 ab.
Als Illustratorin arbeitete sie zusammen mit Autoren wie Paul Maar, Meg Rosoff, Adele Sansone und Anja Fröhlich. Für das von ihr illustrierte Buch Ein Schaf fürs Leben bekam sie zusammen mit der Autorin Maritgen Matter und der Übersetzerin Sylke Hachmeister den Deutschen Jugendliteraturpreis 2004 (Kategorie Kinderbuch) und den Kinderbuchpreis des Landes Nordrhein-Westfalen (ebenfalls 2004).
Für ihre Illustrationen hat Anke Faust eine besondere Papier-Collage-Technik entwickelt. Sie arbeitet analog, zeichnet die Konturen ihrer Bilder mit Tusche & Feder auf Trickfilmfolie und koloriert diese dann frei mit Papierbilderschnipseln aus ihrem Zeitschriftenfundus. So lässt sie phantasievolle neue Bilderwelten entstehen. Ihre Bilder hat sie in zahlreichen Ausstellungen im In- und Ausland gezeigt. Im Karikaturenwettbewerb Digitalisierung – (kein) Problem der Bundesarbeitsgemeinschaft der Seniorenorganisationen (BAGSO) gewann sie 2020 in der Kategorie Smarte, neue Welt den zweiten Platz.
Seit 2017 kreiert Anke Faust Mundart-Geschirr aus Porzellan mit Illustrationen und Mundartzeilen. Bislang (2023) sind die Regionen Rheinhessen, Rheingau, Pfalz und Kurpfalz vertreten.
Sie arbeitet in zwei Ateliers in Ketsch und in Dalheim.

## Werke (Auswahl)

### Kinderbücher
- Lina quasselt. NordSüd, Zürich 2011, ISBN 978-3-314-10011-6.
- Meerstimmig. NordSüd, Zürich 2014, ISBN 978-3-314-10190-8.
- Wimmelbuch Rheinhessen: Iwwer die Hiwwel. Peter Meyer, Saulheim 2021, ISBN 978-3-89859-922-1.
- Komm, wir suchen das Glück, sagte der Frosch. Rowohlt, Hamburg 2023, ISBN 978-3-499-01057-6.

### Illustrationen
- Ariel Dorfman: Der Aufstand der Zauberhasen. Aus dem Spanischen von Gertraud Strohm-Katzer. Fischer, Frankfurt 1998, ISBN 978-3-596-850303.
- Insa Bauer: Spuk am See. Loewe, Bindlach 2000, ISBN 978-3-7855-3670-4.
- Maritgen Matter: Ein Schaf fürs Leben. Aus dem Niederländischen von Sylke Hackmeister. Oetinger, Hamburg 2003, ISBN 978-3-7891-4239-0.
- Paul Maar: Der tätowierte Hund. Oetinger, Hamburg 2007, ISBN 978-3-7891-4257-4
- Anne Maar: Applaus für Caruso. Tulipan, Berlin 2009, ISBN 978-3-939944-31-7
- Adele Sansone: Das grüne Küken. NordSüd, Zürich 2010, ISBN 978-3-314-01742-1.
- Andrej Usatschow: Bin ich anders?. Aus dem Russischen von Simone Peil. NordSüd, Zürich 2012, ISBN 978-3-314-10078-9.
- Anja Fröhlich: Vom Esel und Hörnchen, die das Ende der Welt suchen. Hummelsburg, Ravensburg 2019, ISBN 978-3-7478-0000-3.
- Meg Rosoff: Glück für alle Felle. Aus dem Englischen von Brigitte Jakobeit. Fischer, Frankfurt 2019, ISBN 978-3-7373-4166-0.
- Meg Rosoff: Ferien für alle Felle. Aus dem Englischen von Brigitte Jakobeit. Fischer, Frankfurt 2020, ISBN 978-3-7373-4174-5.